# アブリン
アブリン（英: abrin）はトウアズキの種子に含まれる非常に強い有毒糖タンパク質である。半数致死量（LD50）はマウス腹腔内投与で0.02mg/kg、ヒトに対するの致死量は約0.5mgである。
アブリンはトウゴマの種子に含まれるリシン同様リボソーム不活化タンパク質であり、アメリカ法でSelect agentに指定されている。

## 発生
アブリンは自然界ではトウアズキでのみ形成される。植物の鮮やかな色をした種子に約0.08%のアブリンが含まれる。毒は種子中に含まれ、種子の外皮によって放出が妨げられている。噛むなどして外皮が傷つけられると毒が放出される。

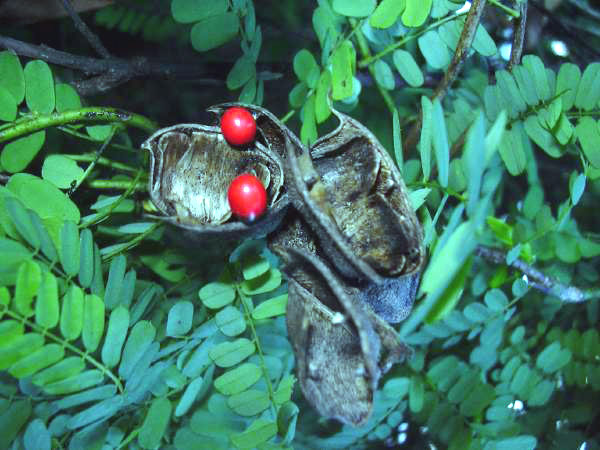
アブリンの原料となる植物トウアズキ

## 物性
アブリンは水溶性レクチンである 。粉末では黄白色をしており、安定で極端な環境下にも耐える。可燃性ではあるものの、重合せず、揮発性もない。

## 生化学
アブリンは化学的にはアブリン-a、-b、 -c、-dの4つのイソトキシンの混合物であり、トウアズキの非毒性血球凝集素 (AAG)をアブリンの5番目のタンパク質として含む場合もある。

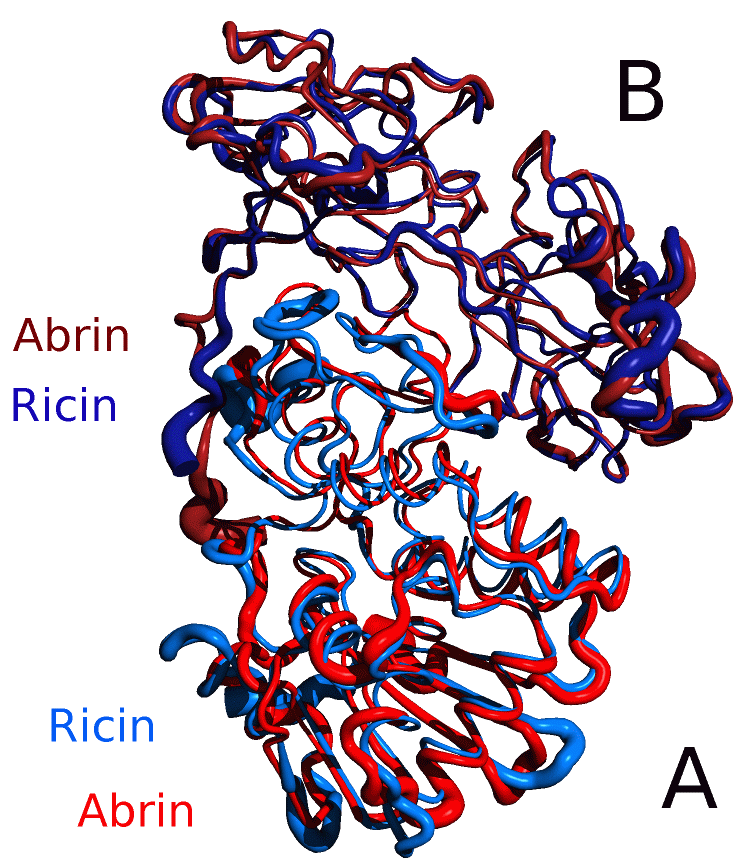
類似するアブリン-a(赤)とリシン(青)の構造の比較

アブリン-aは4つのイソトキシンの中で最も強力で、イントロンを含まない遺伝子によってコードされており、2つのサブユニット、AおよびBで構成されている。タンパク質生合成の主産物であるプレプロアブリンは、シグナルペプチド配列、サブユニットAおよびBのアミノ酸配列、およびリンカーで構成されている、アブリン-a分子は528のアミノ酸残基からなり、分子量は約65,000である。アブリン-aは、シグナルペプチド配列の切断と、小胞体におけるグリコシル化やジスルフィド結合形成などの翻訳後修飾後に形成される。他の3つのアブリンと血球凝集素はアブリン-aと同様の構造を持つ。
構造的観点から見てアブリン-aはトウゴマの種子由来のレクチンであるリシンと関連がある。

## 用途
アブリンが兵器化されたという知見はないが、毒性が高く、エアロゾルに加工される可能性があるため、原理的には生物兵器として使用することが可能である。しかしながらトウアズキから得られるアブリンは少量であるため、リスクが軽減されている。
トウアズキは熱帯で一般的であり、薬用としてしばしば用いられる。種子の外殻は多くの哺乳類の胃から内容物を保護しているが、ビーズの装飾品を作るために種子の皮に穴が開くことがある。種子を飲み込んだ場合、または装飾品が傷ついた皮膚に付着した場合に中毒を引き起こす可能性がある。アブリンは、マウスの癌治療において免疫アジュバントとして作用することが示されている。

## 毒物学
アブリン中毒の症状としては、下痢、嘔吐、疝痛、頻脈、振戦などがあり、通常、腎不全、心不全、または呼吸不全により数日で死に至る。

### 毒性
経口摂取でのヒトにおける致死量のレベルについては一致した見解がなく十分に文書化されてれないものの、体重1kgあたり0.1-1μg摂取、またはトウアズキの種子1個の摂取が致死的である可能性がある。他の推定によれば、アブリンのLD50は10-1,000μg/kgであり、リシンのLD50に匹敵する。アブリン中毒の影響の重症度は、その物質への曝露手段（吸入、摂取、注射のいずれか）によって異なる。皮膚へのアブリンの曝露は、水疱、発赤、刺激、痛みなどのアレルギー反応を引き起こす可能性があるが、皮膚接触で毒性を発現するとの証拠はない。
アブリンは静脈注射での毒性が著しく高まる。LD50は、種に応じて、ウサギでは0.03-0.06μg/kg、イヌでは1.25-1.3μg/kgの間で変化する。癌患者を対象とした臨床研究では、最大0.3μg/kgのアブリン免疫毒素の静脈注射が、重篤な毒性症状なく許容された。
吸入するとアブリンの毒性が増加する。ラットでは吸入でのLD50は3.3 μg/kgである。

### 作用機序
アブリンはリシンに似ており、リシンと類似した作用機序を持つ2型リボソーム不活性化タンパク質（RIP-II）であるが、アブリンの効果はリシンよりも強力である。アブリンの毒性は、細胞内の多段階プロセスによるものである。アブリンは体内の細胞に結合して浸透し、小胞体に輸送された後、細胞タンパク質合成を阻害する。アブリン分子は、ハプトマーとして機能する非特異的に結合するB鎖を細胞表面の糖タンパク質の糖鎖に付着させることで、細胞に固定され、その後細胞に取り込まれる。ただし、特異的結合と非特異的結合の両方により、エンドサイトーシスによるアブリンの取り込みと、B鎖の切断によるA鎖の活性化がもたらされる。アブリンの活性化A鎖であるエフェクトマーは細胞の内部に入り込み、小胞体上またはその付近にあるリボソームの大きなリボソームサブユニットの28SリボソームRNAからアデニン核酸塩基を切断し、細胞タンパク質合成の通常のプロセスを阻害する。さらに、アブリンは表面にマンノース受容体を特異的に持つ細胞に結合することがある。この受容体は網状組織球系の細胞に特に高密度で存在するため、特に網状組織球系がアブリンの毒性の影響を受ける。腫瘍細胞に強い毒性を示し、抗腫瘍作用があるとされる。

### 毒性動態
アブリンの毒性動態を扱う情報は限られ、議論されている。その生化学的特性とリシンとの類似性により、アブリンは胃腸管内で少なくとも部分的に分解されると考えられている。分子サイズの大きさゆえに、胃腸からの吸収も制限されると考えられるが、トウアズキの種子の摂取によって引き起こされた多数の死亡は、死を引き起こすのに十分な量の毒素が胃腸管を介して循環器系に吸収される可能性があることを示している。
ネズミを使った研究では、注射の後、肝臓、腎臓、脾臓、血球、肺、および心臓にアブリンが蓄積することが示されている。アブリンは、タンパク質分解による切断を受けた後、腎臓を介して排泄される。

## アブリン曝露の兆候と症状
アブリン中毒の主な症状は曝露経路と受けた用量によって異なるが、重篤な場合には多臓器が影響を受ける可能性がある。一般に、症状は曝露後数時間から数日の間に現れる。吸入によるアブリン中毒の初期症状は、早ければ曝露後8時間以内に発生するが、より典型的な経過時間は18-24時間である。36-72時間以内に致死的になる可能性がある。アブリンの摂取後、通常、初期症状は急速に現れるが、現れるまでに最大5日かかる場合もある。
その後の曝露の兆候や症状は、腎臓、肝臓、副腎、中枢神経系の細胞を殺すアブリンの細胞傷害作用によって引き起こされる。

### 吸入
アブリンを吸入してから数時間以内におこる一般的な症状には、発熱、咳、気道の炎症、胸の圧迫感、肺水腫、および吐き気などがある。これにより呼吸が困難になり、低酸素症の症状であるチアノーゼと呼ばれる状態で皮膚が青くなったり黒くなったりすることがある。肺内の過剰な体液は、X線または聴診器で胸の音を聞くことによって診断できる。アブリンの効果が進行すると、発汗状態になり、体液がさらに蓄積する可能性がある。血圧が劇的に低下し、ショック状態で脳や他の重要な器官に酸素が届かなくなり、呼吸不全が発生する可能性があり、36-72時間以内に死に至る可能性がある。吸入によるアブリンへの曝露が致命的ではない場合でも、気道が過敏になったり炎症を起こしたりする可能性がある。

### 摂取
アブリンをいかなる量でも飲み込むと、代謝の過程で重篤な症状が引き起こされる可能性がある。初期症状には、吐き気、嘔吐、口、喉、食道の痛み、下痢、嚥下困難、および腹痛が含まれる。症状が進行すると、消化管で出血と炎症が始まる。影響を受けた人は、吐血、下血、さらに内出血が発生したりすることがある。吐き気、嘔吐、下痢、出血による血液量と水分の損失により、血圧が低下し、臓器障害が始まる。これは、傾眠、血尿、昏迷、けいれん、多飲、および 乏尿を引き起こし始める。これは最終的に多臓器不全症候群、血液量減少性ショック、循環虚脱を引き起こし、死に至る。

### 吸収
アブリンは皮膚の傷から吸収されたり、特定の溶媒に溶解した場合は皮膚から吸収されたりする可能性がある。また、小さなペレットで注射し、目との接触によって吸収されることもある。粉末またはミスト状のアブリンは、少量で目の発赤や結膜炎を引き起こす可能性がある。目から少量吸収される場合も、流涙を引き起こす可能性がある。用量が高くなると、組織損傷、網膜出血、および視力障害または失明を引き起こす可能性がある。十分な量を摂取すると血流に吸収され、全身毒性を引き起こす可能性がある。

## 治療
アブリンには解毒剤が存在しないため、最も重要な要素は最初からアブリンへの曝露を避けることである。曝露が避けられない場合、最も重要な要素はアブリンをできるだけ早く体外に出すことである。アブリンが大量に存在する場合、適切な防護具を着用することで、アブリンへの曝露を防ぐことができる。アブリン中毒は、中毒の影響を最小限に抑えるために支持療法で治療される。このケアは、曝露経路と曝露後の時間によって異なる。摂取して間もない場合は、活性炭の投与と胃洗浄が両方の選択肢となる。嘔吐剤の使用は有効な治療法ではない。目に曝露した場合は、生理食塩水で目を洗い流すとアブリンを除去できる。 酸素療法、気道管理、補助換気、モニタリング、静脈内治療、電解質の補充も治療の重要な要素である。